# Pakabsidia semiopaca
Pakabsidia semiopaca is een keversoort uit de familie soldaatjes (Cantharidae). De wetenschappelijke naam van de soort werd in 1909 gepubliceerd door Maurice Pic.